# Mediba
株式会社mediba（メディーバ）は、2000年12月に設立、モバイルインターネットとデジタルマーケティング分野で事業を展開する企業。本社は東京都品川区にあり、KDDIグループのモバイルプラットフォームやインターネット広告の分野で広範な業務を行っている。

## 主要株主
株式会社medibaは、KDDI株式会社が筆頭株主。主にKDDIグループの事業運営。通信分野のマーケティングや広告事業を行っている。

## 沿革
- 2000年12月：エイワンアドネット設立（株式会社mediba設立）[1]
- 2001年3月：モバイルインターネット広告事業を開始
- 2006年5月：EZホットインフォ(メール広告)配信開始
- 2011年7月：株式会社ノボットの普通株式を取得、子会社 [2]
- 2013年6月：KDDIが提供する「auスマートパス(現：Pontaパス)」と「auポータル」を統合、リニューアルを実施  [3]
- 2013年8月：株式会社スケールアウトの普通株式を取得、子会社 [4]
- 2014年10月：スケールアウト株式のKDDIへの譲渡、medibaの一部事業の株式会社スケールアウト(現Supership株式会社)への吸収分割
- 2017年5月：株式会社AppBroadCast吸収合併 [5]
- 2017年10月：UQモバイル向けポータル「UQライフ」を提供開始 [6]
- 2018年4月：広告販売業務をSupership株式会社に委託
- 2020年6月：体験動画プラットフォームアプリ「Bratto」提供開始[7]
- 2021年6月：マネー学習アプリ「まねぶー」を提供開始[8]
- 2022年3月：KDDIが100％子会社化 [9]

## サービス
- Pontaパス（月額制会員サービス）[10]
- au Webポータル[11]
  - TELASA[12]
  - auスマートパスプレミアムミュージック[13]
  - auブックパス [14]
  - au PAY マーケット[15]
  - auでんき
  - auのほけん・ローン[16]
  - おすすめ produced by au Webポータル
  - Beauty produced by au Webポータル [17]
- au占い[18]
- ホットインフォ
- auウェルネス
- まねぶー
- ポイントためる